# Fiţa Lovin
Fița Lovin, nata Rafira  (14 gennaio 1951), è un'ex mezzofondista rumena.

## Palmarès

### Olimpiadi
- 1 medaglia:
  - 1 bronzo (Los Angeles 1984 negli 800 m piani)

### Mondiali indoor
- 1 medaglia:
  - 1 argento (Parigi 1985 nei 1500 m piani)

### Europei indoor
- 3 medaglie:
  - 1 oro (Göteborg 1984 nei 1500 m piani)
  - 1 argento (Il Pireo 1985 nei 1500 m piani)
  - 1 bronzo (Vienna 1979 negli 800 m piani)

### Mondiali di corsa campestre
- 1 medaglia:
  - 1 argento (Roma 1982 nell'individuale)